# Кочемасово
Кочемасово — деревня в составе  Бабеевского сельского поселения Темниковского района Республики Мордовия.

## География
Находится на расстоянии примерно 17 километров на юг-юго-восток от районного центра города Темников.

## История
Упоминается с 1688 года. В 1866 году она была учтена как казенная деревня Темниковского уезда из 20 дворов.

## Население
Постоянное население составляло 12 человек (мордва 100%) в 2002 году, 1 в 2010 году .